# Wagou
Wagou est un village de l'arrondissement de Banikoara dans l'Alibori dans le nord du Bénin.